# Panče Ḱumbev
Panče Ḱumbev (in macedone Панче Ќумбев?; Veles, 25 dicembre 1979) è un ex calciatore macedone, di ruolo difensore.

## Carriera

### Club
Segna il suo ultimo gol nel Dyskobolia il 13 aprile 2008 nella vittoria casalinga per 2-0 contro lo Zagłębie Lubin.
La sua ultima partita con il club di Grodzisk Wielkopowski viene disputata il 4 maggio 2008 nel pareggio fuori casa per 1-1 contro il Korona Kielce.
Debutta con la maglia del Legia Varsavia l'8 agosto 2008 nel pareggio casalingo per 2-2 contro il Polonia Varsavia.
Segna il primo gol con la nuova squadra il 14 novembre 2008 nella vittoria casalinga per 4-0 nei confronti dello Śląsk Breslavia.
Gioca la sua ultima partita con il Legia Varsavia il 16 agosto 2010 nella vittoria casalinga per 2-1 contro il KS Cracovia.
Debutta con il Rabotnički il 5 marzo 2011 nel pareggio casalingo a reti bianche contro il Sileks.
Segna il suo primo gol con questa squadra il 15 marzo 2011 nella vittoria casalinga per 2-1 ai danni del Turnovo.

### Nazionale
Debutta in nazionale il 9 febbraio 2003 nel pareggio fuori casa per 2-2 contro la Croazia.

## Statistiche

### Cronologia presenze e reti in Nazionale
| Cronologia completa delle presenze e delle reti in nazionale ― Macedonia | Cronologia completa delle presenze e delle reti in nazionale ― Macedonia | Cronologia completa delle presenze e delle reti in nazionale ― Macedonia | Cronologia completa delle presenze e delle reti in nazionale ― Macedonia | Cronologia completa delle presenze e delle reti in nazionale ― Macedonia | Cronologia completa delle presenze e delle reti in nazionale ― Macedonia | Cronologia completa delle presenze e delle reti in nazionale ― Macedonia | Cronologia completa delle presenze e delle reti in nazionale ― Macedonia |
| Data                                                                     | Città                                                                    | In casa                                                                  | Risultato                                                                | Ospiti                                                                   | Competizione                                                             | Reti                                                                     | Note                                                                     |
| ------------------------------------------------------------------------ | ------------------------------------------------------------------------ | ------------------------------------------------------------------------ | ------------------------------------------------------------------------ | ------------------------------------------------------------------------ | ------------------------------------------------------------------------ | ------------------------------------------------------------------------ | ------------------------------------------------------------------------ |
| 09/02/2003                                                               | Sebenico                                                                 | Croazia                                                                  | 2 – 2                                                                    | Macedonia                                                                | Trofej Marjana Tournament 2003                                           | -                                                                        |                                                                          |
| 14/02/2003                                                               | Spalato                                                                  | Polonia                                                                  | 3 – 0                                                                    | Macedonia                                                                | Trofej Marjana Tournament 2003                                           | -                                                                        |                                                                          |
| 20/08/2003                                                               | Prilep                                                                   | Macedonia                                                                | 3 – 1                                                                    | Albania                                                                  | Amichevole                                                               | -                                                                        |                                                                          |
| 11/10/2003                                                               | Kiev                                                                     | Ucraina                                                                  | 0 – 0                                                                    | Macedonia                                                                | Amichevole                                                               | -                                                                        |                                                                          |
| 27/01/2004                                                               | Yiwu                                                                     | Cile                                                                     | 0 – 0                                                                    | Macedonia                                                                | Amichevole                                                               | -                                                                        |                                                                          |
| 29/01/2004                                                               | Suzhou                                                                   | Cile                                                                     | 1 – 0                                                                    | Macedonia                                                                | Amichevole                                                               | -                                                                        |                                                                          |
| 18/02/2004                                                               | Skopje                                                                   | Macedonia                                                                | 1 – 0                                                                    | Bosnia ed Erzegovina                                                     | Amichevole                                                               | -                                                                        |                                                                          |
| 31/03/2004                                                               | Skopje                                                                   | Macedonia                                                                | 1 – 0                                                                    | Ucraina                                                                  | Amichevole                                                               | -                                                                        |                                                                          |
| 11/06/2004                                                               | Tallinn                                                                  | Estonia                                                                  | 2 – 4                                                                    | Macedonia                                                                | Amichevole                                                               | -                                                                        |                                                                          |
| Totale                                                                   |                                                                          | Presenze                                                                 | 9                                                                        |                                                                          | Reti                                                                     | 0                                                                        |                                                                          |

## Palmarès
- Coppa di Macedonia: 1

Pobeda: 2002
- Coppa di Polonia: 1

Dyskobolia: 2006-2007